# Amethisthoningzuiger
De amethisthoningzuiger (Chalcomitra amethystina synoniem: Nectarinia amethystina) is een zangvogel uit de familie Nectariniidae (honingzuigers).

## Verspreiding en leefgebied
Deze soort telt 6 ondersoorten:
- C. a. kalckreuthi: zuidelijk Somalië, oostelijk Kenia en noordoostelijk Tanzania.
- C. a. doggetti: van westelijk Kenia, zuidoostelijk Soedan, noordoostelijk Oeganda tot centraal noordelijk Tanzania.
- C. a. kirkii: van westelijk en centraal Tanzania tot zuidoostelijk Congo-Kinshasa, oostelijk Zambia, Zimbabwe en oostelijk Botswana.
- C. a. deminuta: van zuidoostelijk Gabon en zuidelijk Congo-Brazzaville tot zuidwestelijk Congo-Kinshasa, Angola, centraal en westelijk Zambia, noordelijk Botswana en noordelijk Namibië.
- C. a. adjuncta: zuidoostelijk Botswana, zuidelijk Mozambique en noordoostelijk Zuid-Afrika.
- C. a. amethystina: oostelijk en zuidelijk Zuid-Afrika.